# Зернове (Брянська область)
Зернове (рос. Зёрново) — село в Суземському районі Брянської області Російської Федерації. Входить до Алешковицького сільського поселення.

## Географія
Розташоване за 8 км на південний захід від села Алешковичі, за 15 км на південь від Суземки і за 117 км на південь від Брянська, на березі річки Бобрик у тому місці, де в неї впадає струмок, що витікає із Зернівського озера.
Село знаходиться на державному кордоні з Україною; на протилежному боці кордону знаходиться місто Середина-Буда (з 2019 року — Шосткинський район Сумської області). Між двома населеними пунктами діяв місцевий прикордонний пропускний пункт, перетин кордону був можливий тільки власниками паспортів з пропискою у Середино-Будському районі Сумської області України та Суземському районі Брянської області Росії.

## Історія
Вперше згадується в першій половині XVII століття як село, колишнє палацове володіння. Прихід церкви Різдва Христового з 1712 року (згадується до 1930-х років, не збереглася). У 1894 році була відкрита земська школа. До 1929 року в Севському повіті (з 1861 року в складі Страчевської волості, з 1880-х років в Алешковській, з 1924 року в Суземській волості). За часів радянської влади існували колгоспи «Бобринка», «Червона хвиля», «1 квітня». Під час радянсько-німецької війни, до травня 1942 року в селі перебувала частина похідної групи Організації українських націоналістів чисельністю до 350 осіб. З 2005 року — центр 3ерновської сільської ради. Максимальне число жителів 2500 чоловік у 1926 році.
Ввечері 30 травня 2022 року, вдруге за добу, росіяни обстріляли територію Середино-Будської міської громади Шосткинського району. Українські прикордонники зафіксували понад 20 розривів боєприпасів, випущених ворожою артилерією з боку російського села Зернове по інфраструктурі одного з населених пунктів неподалік кордону.
Близько 5 ранку 7 червня 2022 року росіяни сім разів обстріляли з села Зернове місто Середино-Буду з міномета. Потім почався артилерійський обстріл, повідомив голова Сумської ОВА Дмитро Живицький. На місці пошкоджених будинків тривала пожежа.

## Транспорт
Через місто проходять автомобільна дорога 15K2405 Алешковичі — кордон з Україною.
Село дало назву залізничній станції на лінії Брянськ — Хутір-Михайлівський в місті Середино-Буді.

## Населення
| Чисельність населення | Чисельність населення |
| 2010                  | 2013                  |
| --------------------- | --------------------- |
| 451                   | ↘436                  |